# آنیا برینکر
آنیا برینکر (به انگلیسی: Anja Brinker) ژیمناست زادهٔ ۱۸ ژانویهٔ ۱۹۹۱ میلادی اهل کشور آلمان است.